# Dragon Ball Daima
Dragon Ball Daima este un serial televiziune japonez de anime.